# Зализничный район (Львов)

«Спальный» массив на Левандовке

Зализнычный райо́н (укр. Залізничний район) — один из административных районов Львовской общины, который охватывает территорию юго-западной части города Львова: Рясное, Левандовку, Белогорщу, Клепаров (частично), Скниловок, Сигновку, Богдановку (частично) и посёлок городского типа Рудно. Постоянное население на 1 января 2023 года — 124 730 человек.
Адрес районной государственной администрации: г. Львов, ул. Выговского, 34, 79022.
Основные улицы: Городоцкая и Шевченко. Центральная площадь — Князя Святослава.

## Медицина
В Зализничном районе также нет крупных, специализированных больниц — медицинская помощь здесь представлена несколькими крупными поликлиниками, которые рассчитаны на оказание базовой медицинской помощи жителям района, сетью семейных амбулаторий, которые расположены в микрорайонах, отдаленных от поликлиник, несколькими гинекологическими поликлинических отделениями, рядом небольших частных медицинских учреждений, среди которых больше всего стоматологических кабинетов. В районе довольно широко представлена ведомственная медицина, прежде всего медицинские учреждения Львовской железной дороги-все они расположены на Левандовке. Крупнейшими медицинскими учреждениями Зализничного района являются 5-я городская коммунальная поликлиника, поликлиника Львовской железной дороги, 3-я стоматологическая поликлиника.

## Парки
В Зализничном районе Львова есть три больших парка а также несколько скверов. Левандовский парк был заложен в 1956 году, его площадь 3,7 гектара. До начала 90-х годов назывался Октябрьский, согласно советскому названию микрорайона Левандовка. В начале 90-х годов прошлого века получил современное название. Также на границе Левандовки и Белогорщи находится пятый парк — свое название он получил в честь железнодорожной станции, которая расположена рядом. Фактически он является лесопарком, который возник во время освоения леса, который есть рядом с Белогорщей. Самым молодым парком в Зализничном районе Львова является Скниловский парк, который был заложен в 1974 году — он занимает территорию между улицами Выговского, Любинской, рынком «Южный» и львовским аэропортом имени короля Даниила.

## Водоемы
Наибольшей водоемом Зализничного района является Левандовское озеро, которое в послевоенные годы было искусственно образовано на пересечении современных улиц Воздушной и Ганкевича — оно является восточной границей Старой Левандовки. Ширина озера 75 м, длина 300 м. Общая площадь 22500м2 (2,25 га). В результате проведенных исследований Левандовского озера можно сделать вывод, что содержание химических элементов в воде рекреационного озера не превышает нормативных показателей и оно пригодно для купания. Однако реакция на их общее содержание каждого организма будет разной и не исключены аллергические заболевания кожи. Кроме того на территории Зализничного района есть несколько небольших озер и прудов, в частности декоративное озеро площадью 2,4 гектара на улице Воздушной, 2, два пруда на улице Клеверной, 4 и 6 площадью 0,03 и 1,15 га соответственно, пруд на улице Шухевича в Белогорще площадью 0,2 гектара, пруд на улице Щирецкой, 105 площадью 0,24 гектара а также пруд на улице Скниловской. Кроме того в Белогорщи есть ручей, который относится к бассейну Днестра.